# Auguste Truelle
Pour les articles homonymes, voir Truelle.
Auguste Truelle, né le 22 octobre 1818 à Troyes et mort le 23 janvier 1908 à Paris, est un peintre français, trésorier-payeur et conseiller municipal.

## Biographie
Né le 22 octobre 1818 à Troyes, Auguste Truelle est élève de Schitz et de J. Coignet. Peintre, il fait ses débuts au Salon en 1843.
Également trésorier-payeur dans l'Ariège et conseiller municipal, Auguste Truelle meurt le 23 janvier 1908 à Paris.

## Œuvres
- Vue de Sassenage en Dauphiné, peinture à la cire[1].
- Souvenir du Tyrol route de Valarsa à Venise[1].
- Vue de Subiaco (États Romains)[1].
- Ruines d'aqueducs dans la campagne de Rome[1].
- Vue prise aux environs de Portici, golfe de Naples[1].
- Château de Polignac près du Puy (Haute-Loire)[1].
- Vue de Montbrison (Loire)[1].
- Vue d'Amalfi, prise d'une terrasse[1].
- Vue d'Amalfi, vallée près des moulins[1].

Le musée de Troyes possède de lui Paysage, souvenir du lac de Lungern et des Alpes bernoises et Une ferme à Cerney (Aube).